# Heptagenia longicauda
Heptagenia longicauda is een haft uit de familie Heptageniidae. De wetenschappelijke naam van de soort is voor het eerst geldig gepubliceerd in 1836 door Stephens.
De soort komt voor in het Palearctisch gebied.